# Joseph L. Goldstein
Joseph L. Goldstein, född 18 april 1940 i Kingstree, South Carolina, är en amerikansk biokemist och genetiker. Han tilldelades Nobelpriset i fysiologi eller medicin 1985,  tillsammans med forskaren Michael Brown vid University of Texas Southwestern, för deras arbete om kolesterolmetabolismen och fick samma år  även Albert Lasker Basic Medical Research Award. Deras studier ledde till utvecklingen av statinmediciner.

## Biografi
Goldstein var son till Fannie (Alpert) och Isadore E. Goldstein, som ägde en klädaffär. Goldstein tog sin kandidatexamen från Washington and Lee University 1962, och sin doktorsexamen vid University of Texas Southwestern Medical School 1966. Efter avslutad vistelseflyttade Goldstein till National Institutes of Health (NIH) i Bethesda, Maryland , där han arbetade med biokemisk genetik. År 1972 flyttade Goldstein tillbaka till Southwestern Medical Center till en post som chef för avdelningen för medicinsk genetik. In 1972, Goldstein relocated back to the Southwestern Medical Center, accepting a post as the head of the Division of Medical Genetics.
Vid Southwestern Medical Center samarbetade Goldstein mycket med Michael Brown, en forskarkollega vid centret som också hade arbetat på NIH. Från 1973 till 1985 publicerade Goldstein och Brown tillsammans över hundra artiklar. De är båda listade i Thomson Reuters index över högt citerade författare. Ofta nämnd som kandidat till nationellt betydelsefulla positioner i vetenskaplig administration, valde Goldstein, liksom hans kollega Michael Brown, att fortsätta med praktiskt forskningsarbete.
År 1993 isolerade deras postdoktorala praktikanter, Wang Xiaodong och Michael Briggs, Sterol Regulatory Element-Binding Proteins (SREBPs), en familj av membranbundna transkriptionsfaktorer. Sedan 1993 har Goldstein, Brown och deras kollegor beskrivit det oväntat komplexa maskineri som proteolytiskt frigör SREBPs från membran, vilket gör migrationen möjlig till kärnan där de aktiverar alla gener som är involverade i syntesen av kolesterol och fettsyror. Maskineriet för att generera aktiva SREBPs regleras snävt av en negativ återkopplingsmekanism, vilket förklarar hur celler upprätthåller de nödvändiga nivåerna av fetter och kolesterol inför olika miljöförhållanden.
Goldstein är chef för institutionen för molekylär genetik vid University of Texas Southwestern Medical Center. Tillsammans med Brown leder han ett forskarlag som vanligtvis består av ett dussin doktorander och postdoktorer. De har utbildat över 145 doktorander och postdoktorer, och fem av deras tidigare postdoktorer (Thomas C. Südhof, Wang Xiaodong, Helen H. Hobbs, David W. Russell och Monty Krieger) har valts in i U.S. National Academy of Sciences.  Thomas Südhof fick Nobelpriset i medicin eller fysiologi 2013 och Helen H. Hobbs fick genombrottspriset i biovetenskap 2015.
År 1988 fick Goldstein en nationell vetenskapsmedalj inom molekylär genetik och 2003 vann Goldstein och Brown Albany Medical Center Prize in Medicine and Biomedical Research som ett erkännande för sitt fortsatta arbete med att förstå kolesterol och även upptäckten av en regulator för insulinkänslighet, som potentiellt kunde användas för att utveckla behandlingar för diabetes mellitus. Goldstein är medlem av U.S. National Academy of Sciencesoch Institute of Medicine och han valdes till utländsk medlem av Royal Society (ForMemRS) 1991.
Goldstein utsågs till ordförande för Albert Lasker Medical Research Awards jury 1995, och var själv mottagare av priset tio år tidigare. Efter 2000 har Goldstein författat en serie essäer om det djupa förhållandet mellan konst och vetenskap som framgår av det årliga naturmedicintillägget som följer med Laskerutmärkelserna. 
Goldstein är bland annat styrelseledamot i Howard Hughes Medical Institute och  Rockefeller University, där han invaldes på livstid 2015. Han fungerar också som ordförande i styrelsen för vetenskapliga rådgivare inom Broad Institute  och är medlem av styrelsen av Regeneron Pharmaceuticals, Inc. Han ingick tidigare i styrelsen av vetenskapliga ledare i Scripps forskninginstitut, ett ideellt institut som utför biomedicinsk forskning.

## Priser och utmärkelser
Joseph L. Goldstein har tilldelats följande:
- 2011 – Stadtman Distinguished Scientist Award, American Society for Biochemistry and Molecular Biology[39]
- 2007 – Builders of Science Award, Research!America[40]
- 2005 – Woodrow Wilson Awards for Public Service[41]
- 2005 – Herbert Tabor Award, American Society for Biochemistry and Molecular Biology[42]
- 2003 – Albany Medical Center Prize in Medicine and Biomedical Research[43]
- 2002 – Kober Medal, Association of American Physicians[44]
- 1999 – Warren Alpert Foundation Prize, Harvard Medical School[45]
- 1991 – Elected a Foreign Member of the Royal Society (ForMemRS)[30]
- 1988 – U.S. National Medal of Science[46]
- 1986 – Golden Plate Award of the American Academy of Achievement[47]
- 1985 – Nobel Prize in Physiology or Medicine[48]
- 1985 – Albert Lasker Award for Basic Medical Research[49]
- 1985 – William Allan Award, American Society of Human Genetics[50]
- 1984 – Louisa Gross Horwitz Prize, Columbia University[51]
- 1981 – Gairdner Foundation International Award[52]
- 1980 – Elected member of the National Academy of Sciences[53]
- 1979 – Richard Lounsbery Award, U.S. National Academy of Sciences[54]
- 1978 – Passano Award, Johns Hopkins University[55]
- 1976 – Pfizer Award in Enzyme Chemistry, American Chemical Society[56]

### Forskningsrapporter
- Brown MS, Goldstein JL (June 2012). ”Reflections – Scientific side trips: six excursions from the beaten path”. J. Biol. Chem. 287 (27):  sid. 22418–22435. doi:10.1074/jbc.X112.381681. PMID 22584575.
- Brown MS, Goldstein JL (May 2011). ”Richard G.W. Anderson (1940–2011) and the birth of receptor-mediated endocytosis”. J. Cell Biol. 193 (4):  sid. 601–603. doi:10.1083/jcb.201104136. PMID 21576388.
- Goldstein JL, Brown MS (April 2009). ”History of Discovery: The LDL Receptor”. Arterioscler. Thromb. Vasc. Biol. 29 (4):  sid. 431–438. doi:10.1161/ATVBAHA.108.179564. PMID 19299327.
- Brown MS, Goldstein JL (April 2009). ”Cholesterol feedback: from Schoenheimer's bottle to Scap's MELADL”. J. Lipid Res. 50 (Supplement):  sid. S15–S27. doi:10.1194/jlr.R800054-JLR200. PMID 18974038.
- Brown MS, Goldstein JL (October 2004). ”A tribute to Akira Endo, discoverer of a "penicillin" for cholesterol”. Atherosclerosis Supplements 5 (3):  sid. 13–16. doi:10.1016/j.atherosclerosissup.2004.08.007.
- Brown MS, Goldstein JL (April 1986). ”A receptor-mediated pathway for cholesterol homeostasis”. Science 232 (4746):  sid. 34–47. doi:10.1126/science.3513311. PMID 3513311. Bibcode: 1986Sci...232...34B.
- Brown MS, Goldstein JL (March 1974). ”Familial hypercholesterolemia: defective binding of lipoproteins to cultured fibroblasts associated with impaired regulation of 3-hydroxy-3-methylglutaryl coenzyme A reductase activity”. Proceedings of the National Academy of Sciences of the United States of America 71 (3):  sid. 788–792. doi:10.1073/pnas.71.3.788. PMID 4362634. Bibcode: 1974PNAS...71..788B.
- Goldstein JL, Brown MS (October 1973). ”Familial hypercholesterolemia: identification of a defect in the regulation of 3-hydroxy-3-methylglutaryl coenzyme A reductase activity associated with overproduction of cholesterol”. Proceedings of the National Academy of Sciences of the United States of America 70 (10):  sid. 2804–2808. doi:10.1073/pnas.70.10.2804. PMID 4355366. Bibcode: 1973PNAS...70.2804G.

### Essäer om ”Vetenskapens konst”
Sedan 2000 har Goldstein författat en serie essäer som behandlar vetenskap som en kreativ strävan och utforskar kopplingarna mellan konst och vetenskap. Essäerna förekommer i tidskriften Nature Medicine och sammanfaller med det årliga tillkännagivandet av Lasker Awards, till vilket Goldstein är ansluten i egenskap av juryordförande.
- Joseph L. Goldstein (September 2020). ”The Spanish 1918 Flu and the COVID-19 Disease: The Art of Remembering and Foreshadowing Pandemics”. Cell 183 (2):  sid. 285–289. doi:10.1016/j.cell.2020.09.030. PMID 33064981.
- Joseph L. Goldstein (September 2019). ”Seurat's Dots: A Shot Heard 'Round the Art World—Fired by an Artist, Inspired by a Scientist”. Cell 179 (1):  sid. 46–50. doi:10.1016/j.cell.2019.07.051. PMID 31519312.
- Joseph L. Goldstein (September 2018). ”What Makes a Piece of Art or Science a Masterpiece?”. Cell 175 (1):  sid. 1–5. doi:10.1016/j.cell.2018.08.026. PMID 30217357.
- Joseph L. Goldstein (September 2017). ”Artists Create Puzzles, Scientists Solve Them”. Cell 171 (1):  sid. 5–9. doi:10.1016/j.cell.2017.08.022. PMID 28888326.
- Joseph L. Goldstein (September 2016). ”The Rule of Three for Prizes in Science and the Bold Triptychs of Francis Bacon”. Cell 167 (1):  sid. 5–8. doi:10.1016/j.cell.2016.08.040. PMID 27634320.
- Joseph L. Goldstein (September 2015). ”A Well-Hung Horse: Sired by Knowledge and Imagination”. Cell 162 (6):  sid. 1179–1182. doi:10.1016/j.cell.2015.08.039. PMID 26359973.
- Joseph L. Goldstein (October 2014). ”Balzac's Unknown Masterpiece: spotting the next big thing in art and science”. Nature Medicine 20 (10):  sid. 1106–1111. doi:10.1038/nm.3676. PMID 25295945.
- Joseph L. Goldstein (October 2013). ”Juxtapositions in Trafalgar Square: tip-offs to creativity in art and science”. Nature Medicine 19 (10):  sid. 1222–1226. doi:10.1038/nm.3329. PMID 24100991.
- Joseph L. Goldstein (October 2012). ”Paradigm shifts in science: insights from the arts”. Nature Medicine 18 (10):  sid. 1473–1477. doi:10.1038/nm.2923. PMID 23042355.
- Joseph L. Goldstein (October 2011). ”The card players of Caravaggio, Cézanne and Mark Twain: tips for getting lucky in high-stakes research”. Nature Medicine 17 (10):  sid. 1201–1205. doi:10.1038/nm.2465. PMID 21989010.
- Joseph L. Goldstein (October 2010). ”How to win a Lasker? Take a close look at Bathers and Bulls”. Nature Medicine 16 (10):  sid. 1091–1096. doi:10.1038/nm1010-1091. PMID 20930751.
- Joseph L. Goldstein (October 2009). ”Lasker Awards and papal portraiture: turning fields upside down”. Nature Medicine 15 (10):  sid. 1137–1140. doi:10.1038/nm1009-1137. PMID 19812573.
- Joseph L. Goldstein (October 2008). ”Exuberant unpredictability: sine qua non for priceless and prizeworthy biomedical research”. Nature Medicine 14 (10):  sid. 1029–1032. doi:10.1038/nm1008-1029. PMID 18841142.
- Joseph L. Goldstein (October 2007). ”Creation and revelation: two different routes to advancement in the biomedical sciences”. Nature Medicine 13 (10):  sid. 1151–1154. doi:10.1038/nm1642. PMID 17917663.
- Joseph L. Goldstein (October 2006). ”Venture science: climbing the ladder to telomerase, cognitive therapy and in situ hybridization”. Nature Medicine 12 (10):  sid. 1129–1132. doi:10.1038/nm1006-1129. PMID 17024207.
- Joseph L. Goldstein (October 2005). ”60 years of winged victories for biomedical research”. Nature Medicine 11 (10):  sid. 1023–1025. doi:10.1038/nm1005-1023. PMID 16211026.
- Joseph L. Goldstein (October 2004). ”Towering science: an ounce of creativity is worth a ton of impact”. Nature Medicine 10 (10):  sid. 1015–1017. doi:10.1038/nm1004-1015. PMID 15459692.
- Joseph L. Goldstein (October 2003). ”It's a grand year for celebrating science”. Nature Medicine 9 (10):  sid. 1237–1238. doi:10.1038/nm937. PMID 14520362.
- Joseph L. Goldstein (October 2002). ”Synergy and symbiosis à la Matisse-Picasso”. Nature Medicine 8 (10):  sid. 1053–1054. doi:10.1038/nm768. PMID 12357230.
- Joseph L. Goldstein (October 2001). ”Knockout mice and test-tube babies”. Nature Medicine 7 (10):  sid. 1079–1080. doi:10.1038/nm1001-1079. PMID 11590416.